# Vanuatu Grin Konfederesen
Die Vanuatu Grin Konfederesen (englisch Green Confederation, französisch Confédération des Verts Vanuatu, Confédération verte; Vanuatu Green Confederation) ist eine Grüne Partei in Vanuatu.
Sie ist Mitglied im Weltverband Global Greens, jedoch noch nicht Vollmitglied.

## Geschichte
Die Partei wurde im Juli 1990 von Père Gérard Leymang gegründet. Die Initiative dazu ging von Gilles Manguilio Daniel aus. Die Grünen zogen 2000 mit den vier Abgeordneten Paul Telekluk, Vincent Boulekone, Iarris Naunun und Song Keasipae ins Parlament ein. Die Bewegung verficht ein Programm der Förderung Nachhaltiger Entwicklung, des Respekts für die Umwelt, der ortsüblichen Gebräuche (kastom), der sozialen Solidarität, des freiheitlichen Wirtschaftsrechts und des Autonomierechts der sechs Provinzen des Landes.
Die Partei rekrutierte Moana Carcasses für die Spendenwerbung. Carcasses gewann bedeutende Förderer für diese Bewegung und wurde in der Folge auch der Kasnavouri (Kassier des Föderalen Staates).
Auch wenn die Partei aus volkstümlichen Bewegungen entstand, der Bewegung Namangi-Aute und der John-Frum-Bewegung, später auch der Tombouri von Amos Andeng in Ambrym, konnte sie doch „glaubwürdige Kandidaten auf lokaler Ebene präsentieren und zugleich ein nationales Profil entwickeln.“ Mittlerweile hat allerdings der Kandidat der  Namangi-Aute-Bewegung, Paul Telekluk, die Grins verlassen, um seiner eigenen Bewegung wieder Autonomie zu verschaffen, nachdem Moana Carcasses einseitig beschlossen hatte jede traditionelle Partei als „grün“ zu bezeichnen, wodurch die historische Identität verloren ging. Carcasses fällte diese Entscheidung, um den Anforderungen des Hauptsponsors der Grünen für die Wahl 2004 zu entsprechen. Nach dem Tod von Gérard Leymang wurde Amos Andeng Präsident der Partei. In der Folge der Wahl 2004 und den Konflikten von Moana Carcasses, dem damaligen Abgeordneten von Port Vila, mit dem  Conseil Exécutif Confédéral (Konföderaler Exekutiv-Rat), und nach dem Parteiausschluss von Gilles Daniel, Silas Yatan, dem Generalsekretär der Exekutiv-Commission, ging die volle Macht der Parteiführung an Moana Carcasses über, der drei Monate lang alleiniger Parteiführer war. Dann ließ sich Moana Carcasses unter dem Titel „Präsident“ bestätigen und bezeichnete sich selbst als Präsident (der Partei), um die „Entscheidungsfindung und die Verhandlungen mit Spendern zu erleichtern.“
Die Partei errang 2004 erstmals drei Sitze im Parlament. 2008 konnten nur noch zwei Abgeordnete ins Parlament einziehen: Moana Carcasses Kalosil, als Abgeordneter von Port Vila, und Toara Daniel Kalo. Wahlkampfthemen waren: verpflichtende und kostenlose Bildung bis zum College, kostenlose Behandlung in den Krankenhäusern und Sensibilisierungskampagnen für Gesundheitsthemen, Erhöhungen des Budgets und der Kompetenzen der Provinzialregierungen, Anerkennung und Förderung der konstitutionellen Autorität der Häuptlinge bei allen Entscheidungen, die mit Grundbesitz zu tun haben, Besteuerung von Landspekulationen, klare Trennung der Polizeikräfte von den paramilitärischen Einheiten, Stärkung der Häuptlinge mit der Kompetenz, die örtlichen Polizeikräfte zu unterstützen, Finanzierung von Krediten durch die nationale Bank für Landwirte und Kooperativen, mit einer Zinsrate, die auf ca. 5 % begrenzt sein sollte, Förderung von Nachhaltigen Energien (Wind-, Wasserkraft, Solarenergie, aber auch die Nutzung von Kokosöl), Einführung eines Standard-Audit-Systems zur Nachhaltigkeit für alle Großprojekte.
Obwohl die Partei bisher nur wenige Sitze erringen konnte, wurde sie doch in verschiedenen Regierungen integriert, da das Parlament insgesamt stark zersplittert ist. Moana Carcasses war folglich Außenminister von 2003 bis 2004 (unter Edward Natapei), Finanzminister von 2004 bis 2005 (unter Serge Vohor und Ham Lini), Innen- und Arbeitsminister seit Dezember 2009 (erneut unter Edward Natapei). Als Arbeitsminister forderte Carcasses, dass junge Menschen zur Arbeit im heimischen landwirtschaftlichen Bereich und zur Subsistenzwirtschaft ermutigt werden sollten, anstatt sie auf der Suche nach nicht vorhandenen Arbeitsstellen in die Stadt Port Vila zu entlassen.
2009 stellten die Grins Vincent Boulekone als Präsidentschaftskandidaten auf. Er erreichte mit Unterstützung der Opposition sogar den zweiten Platz.
2010 verließ Silas Yatan in Widerstand gegen Entscheidungen von Carcasses die Partei. 2012 vor den Wahlen berief Carcasses einen außerordentlichen Parteitag der Provinzen ein, bei dem das Comité Exécutif Confédéral erneuert wurde und die Struktur der kollektiven Entscheidung. Er ließ sich vom Comité Exécutif Confédéral zum Präsidenten der Commission Exécutive Confédérale ernennen und mit der Geschäftsführung beauftragen. Ian Wilson wurde der neue Kasnavouri. Damit wurde eine Rückkehr zu alten Strukturen vollzogen und unmittelbar nach den Wahlen gründete Silas Yatan die Alliance des modérés de Tafea für die Provinz Tafea und ließ sie unmittelbar in die Partei aufnehmen, im Austausch gegen ein Versprechen Moanas, die ursprünglichen Strukturen wiederherzustellen.
Als Sato Kilman, Premierminister seit 23. März 2013, durch ein Misstrauensvotum des Parlaments sein Amt aufgeben musste, konnte Carcasses mit einer großen Mehrheit von 34 von 52 Stimmen zum Premierminister gewählt werden. Er war der erste Premierminister einer ökologischen Partei sowie der erste der Premierminister, der nicht in Vanuatu geboren  und eingebürgert worden war.
Silas Yatan wurde für zwei Monate Justizminister und dann Parlamentarischer Staatssekretär beim Premierminister, der Justizminister Illimarak Tokemau von der Bewegung der Verts des Iles Shepperds. Der ehemalige stellvertretende Justizminister Toara Daniel erhielt das Handelsministerium.
Der Führer von Santo, Arnold Prasad, wurde Vizepräsident des Parlaments.
Im Mai 2014 verlor Carcasses seinen Posten bereits wieder und wurde Chef der Opposition.

## Wahlergebnisse
| Wahl      | Stimmen | %   | Mandate |
| --------- | ------- | --- | ------- |
| Wahl 2002 | 3.071   | 4,7 | 2 / 52  |
| Wahl 2004 | 7.075   | 7,7 | 3 / 52  |
| Wahl 2008 | 3.619   | 3,4 | 2 / 52  |
| Wahl 2012 | 4.219   | 3,5 | 3 / 52  |
| Wahl 2016 | 2.851   | 2,5 | 2 / 52  |
| Wahl 2020 | 3.623   | 2,5 | 1 / 52  |
| Wahl 2022 | 2.346   | 1,8 | 0 / 52  |
| Wahl 2025 | 2.606   | 1,8 | 1 / 52  |